# Preferite il primo amore
Preferite il primo amore (Blonde or Brunette) è un film muto del 1927 diretto da Richard Rosson. Una copia del film è custodita presso la Biblioteca del Congresso.

## Trama
Henri Martel lascia Parigi, disgustato dalle follie del jazz, andando nella quieta Bretagna. Qui, conosce la pudica e timida Fanny, nipote di una vecchia e dolce signora. Affascinato dalla giovinetta, Henri la sposa. Poi, quando deve assentarsi per lavoro, l'affida a Blanche. Al ritorno, scoprirà che la ritrosa sposina si è trasformata in una ragazza ultra moderna che ora fuma, beve e balla il charleston. Il divorzio diventa inevitabile ma Fanny teme che la notizia spezzerà il cuore della nonna. Henri si risposa e, questa volta, sceglie come moglie la tranquilla Blanche. Presto, però, si pente della decisione, annoiato dal monotono tran tran quotidiano che gli offre la vita coniugale con Blanche. Per nascondere alla nonna la loro separazione, Henri e Fanny devono ricorrere all'inganno. La cosa li porterà a tutta una serie di situazioni che riavvicineranno gli ex coniugi.

## Produzione
Il film fu prodotto dalla Famous Players-Lasky Corporation.

## Distribuzione
Distribuito dalla Paramount Pictures e presentato da Jesse L. Lasky e Adolph Zukor, il film uscì nelle sale cinematografiche USA l'8 gennaio 1927.